# 24844 Hwanginjoon
24844 Hwanginjoon è un asteroide della fascia principale. Scoperto nel 1995, presenta un'orbita caratterizzata da un semiasse maggiore pari a 2,274293 UA e da un'eccentricità di 0,195644, inclinata di 6,809703° rispetto all'eclittica. Ha un diametro di 5,202 km. Ha un periodo di rotazione di 5,353 ore.